# Elisabethstraße 12 (Düsseldorf)

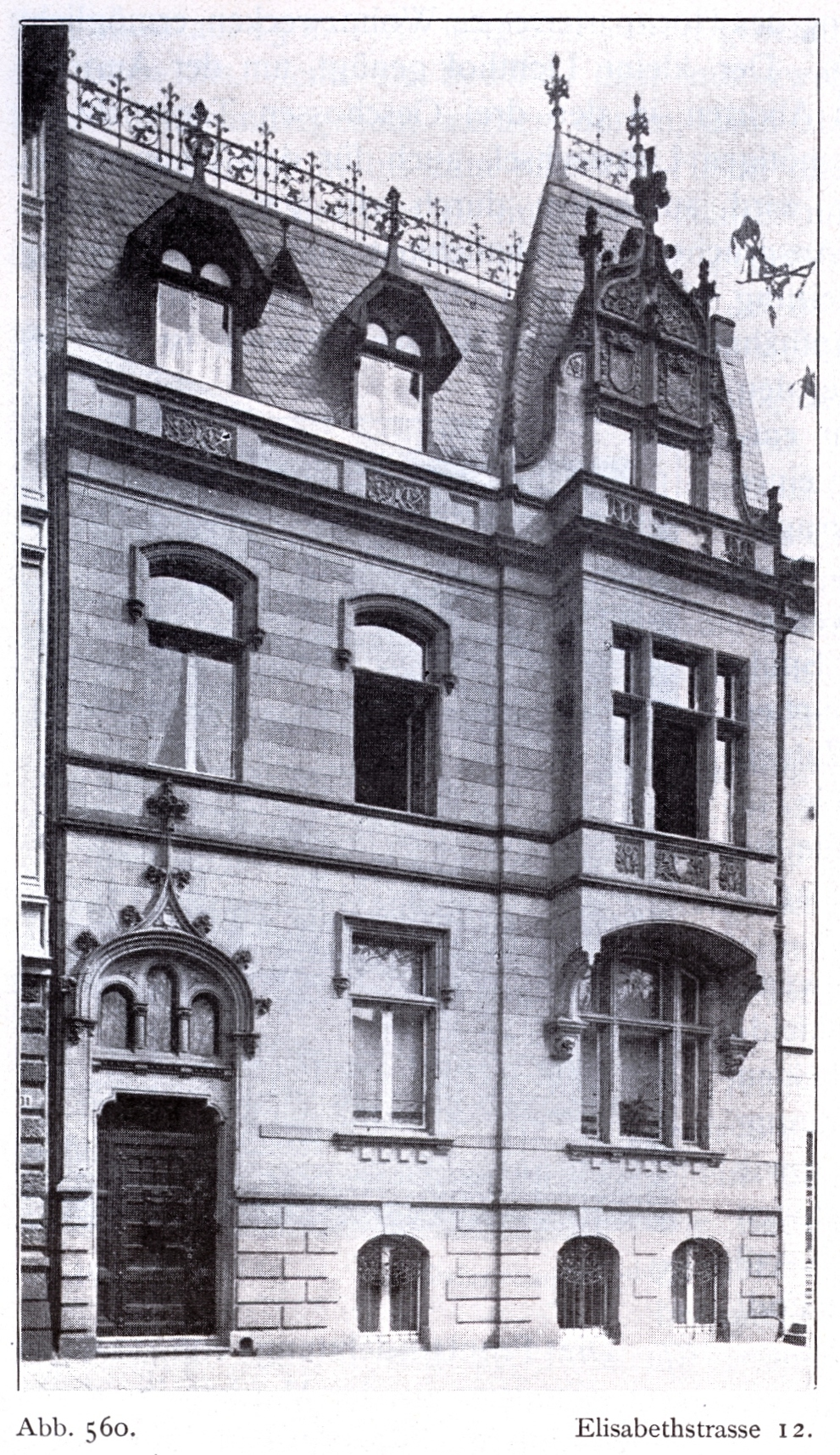
Haus Elisabethstraße 12, vor 1904

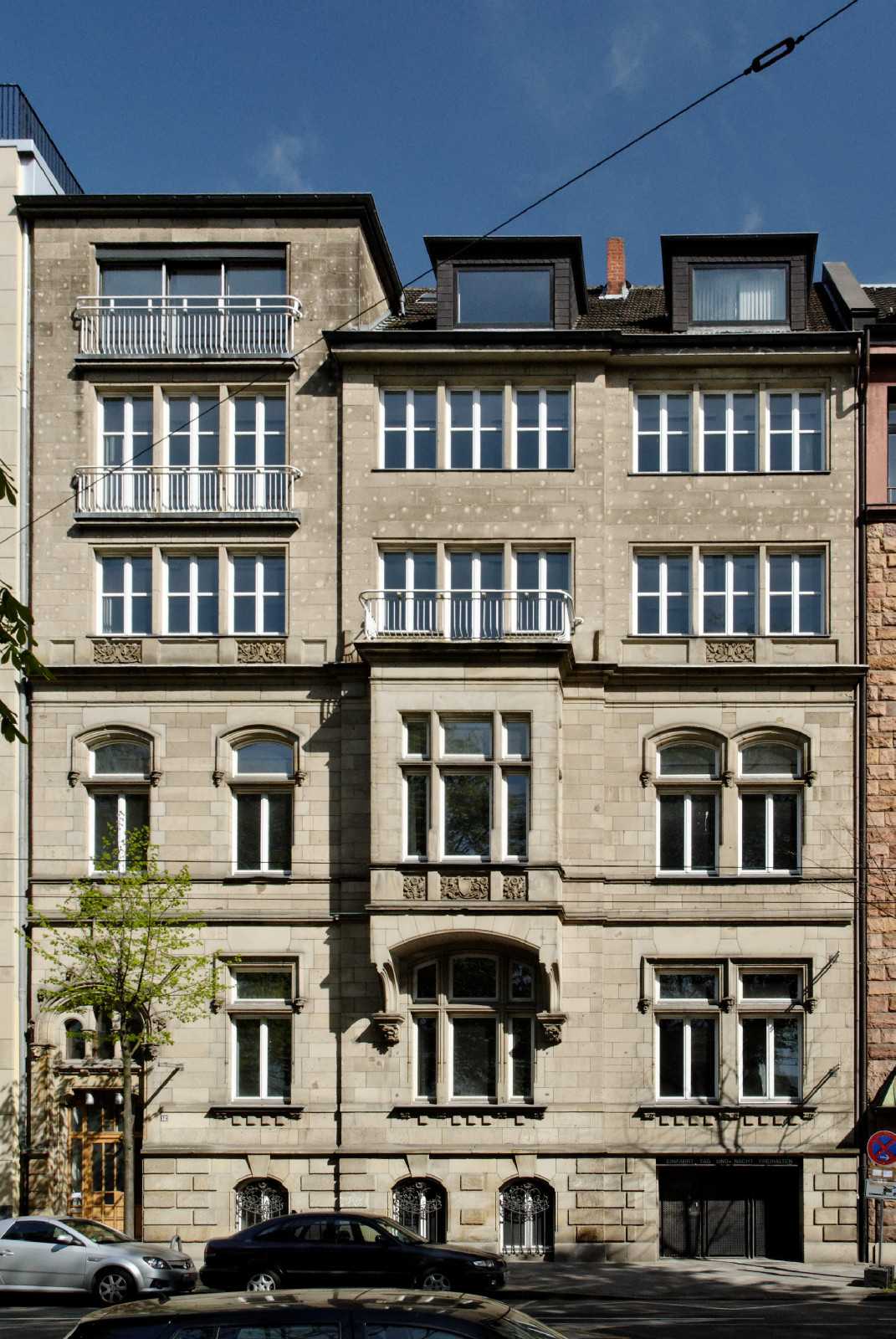
Haus Elisabethstraße 12, 2011

Das Wohnhaus Elisabethstraße 12 in Düsseldorf-Unterbilk wurde 1897–1898 von dem Architekten Ernst Roeting im Stil der Neugotik erbaut. Es steht auf der Ostseite der Elisabethstraße, seine Straßenfassade liegt gegenüber dem Kaiserteich.
Es wurde 1907 in angepasster Form erweitert, aber nach dem Zweiten Weltkrieg durch eine Aufstockung stark verändert. Trotz der Veränderung steht es unter Denkmalschutz.

## Beschreibung
Auf der linken Seite befindet sich der Eingang mit einem als Lanzett-Drillingsfenster geformten Oberlicht. Die Fassade war im ursprünglichen Zustand vor der Erweiterung in drei Achsen untergliedert, die rechte Seitenachse wurde durch einen Erker mit darüberbefindlichem Balkon eingenommen. Darüber erhob sich ein Zwerchgiebel mit steilem Walmdach.
Die Wirtschaftsräume im Souterrain waren durch einen Anrichteraum mit dem Speisezimmer im Erdgeschoss verbunden. Um einen kleinen Lichthof gruppierten sich durch alle Stockwerke hindurch die Nebenräume. Dadurch konnten die Straßen- und die Gartenfront ausschließlich für Wohnräume verwendet werden.
Nach einer zeitgenössischen Quelle wurde das Haus aufgrund der Finanzkraft des Bauherrn besonders reich ausgeschmückt.